# Franz Schneider (Widerstandskämpfer, 1900)
Franz Schneider (Pseudonym Niggi; * 19. Februar 1900 in Basel; † nach 1956) war ein Schweizer Kommunist, der u. a. in der Widerstandsgruppe Rote Kapelle für den sowjetischen Militärnachrichtendienst Glawnoje Raswedywatelnoje Uprawlenije (GRU) arbeitet.

## Leben
1920 fuhr er nach Belgien. Ab Anfang 1922 arbeitete er als Verkäufer in der Firma Societé Naturelle. Im Januar 1925 heiratete er Germaine Clais und beide übersiedelten in die Schweiz. Beide wurden von Léon Nicole geworben und begannen, für die Komintern zu arbeiten. Sie waren aktiv an der Arbeit der Kommunistischen Partei Belgiens und der Komintern beteiligt und unterstützten die Flucht von gefährdeten Genossen.
1929 unterhielt Schneider Verbindungen zu Henry Robinson. Im gleichen Jahr wurde er wegen politischer Tätigkeiten aus Belgien ausgewiesen, blieb aber illegal dort. Für ein Jahr ging er nach Zürich und kehrte dann nach Belgien zurück. Im März 1931 wurde dort das Aufenthaltsverbot aufgehoben, und er konnte wieder legal in Belgien leben.
1936 wurden Schneider und seine Frau vom GRU-Residenten Konstantin Lukitsch Jefremow angeworben. Auf Anweisung von Henry Robinson begab sich Schneider als Verkäufer der Firma Unilever nach Großbritannien.
Ab 1940 arbeiteten Schneider und seine Frau unter Leitung von Jefremow in der Roten Kapelle. Im Frühling 1942 übergab er ein Funkgerät an Auguste Sésée. Nach der Verhaftung von Johann Wenzel im Juli 1942 erhielt Schneider einen Brief von seiner Frau, in dem sie zugab, ihn mit Wenzel betrogen zu haben. Germaine floh nach Frankreich. Schneider blieb in Belgien und bat im Juli 1942 seinen Freund Ernest Bomerson, Jefremow in seinem Haus zu verstecken. Jefremow wurde jedoch verhaftet, bevor er das Versteck erreichen konnte. Nach der Verhaftung von Jefremow wurde Schneider verhört, aber nicht verhaftet. Im November 1942 erfuhr Schneider, dass Jefremow angeblich für die Deutschen arbeitete, und schrieb eine Nachricht an Trepper. Zu dem bereits vorher verabredeten Treffen mit Jefremow ging er jedoch und wurde so im Oktober 1942 verhaftet und in das Gestapo-Gefängnis im Fort Breendonk gebracht.
Im April 1943 wurde er nach Deutschland gebracht. Im Mai 1945 wurde er von sowjetischen Soldaten aus dem Zuchthaus Brandenburg befreit. Im Zuchthaus war er an einem Lungenleiden erkrankt. Die Firma Unilever, bei der er vorher gearbeitet hatte, zahlte ihm bis zur Genesung sein Gehalt weiter. Im Oktober 1945 fuhr Schneider in die Schweiz zu seiner Ehefrau und blieb bei ihr bis zu ihrem Tod im November des gleichen Jahres. Im Frühjahr 1947 lebte er in Anderlecht mit Elisabeth Depelsner. Im Juni fuhr er zu ihr in die Schweiz, nach Neuchâtel; am 2. August 1947 heirateten sie.
Im Oktober 1948 lebte Schneider in Zürich. Er hielt Verbindung mit Maurice Aenis-Haenslin. Schneider lebte später bis 1956 in Brüssel, dann in der Schweiz.